# Dendropsyche
Dendropsyche is een geslacht van vlinders uit de familie van de zakjesdragers (Psychidae). De wetenschappelijke naam van dit geslacht is voor het eerst voorgesteld door Frank Morton Jones in een publicatie uit 1926. De soorten in dit geslacht komen in Zuid-Amerika voor.

## Soorten
- Dendropsyche burrowsi Jones, 1926
- Dendropsyche golbachi Köhler, 1977
- Dendropsyche venezuelae Davis, 1975